# Priscilla Betti

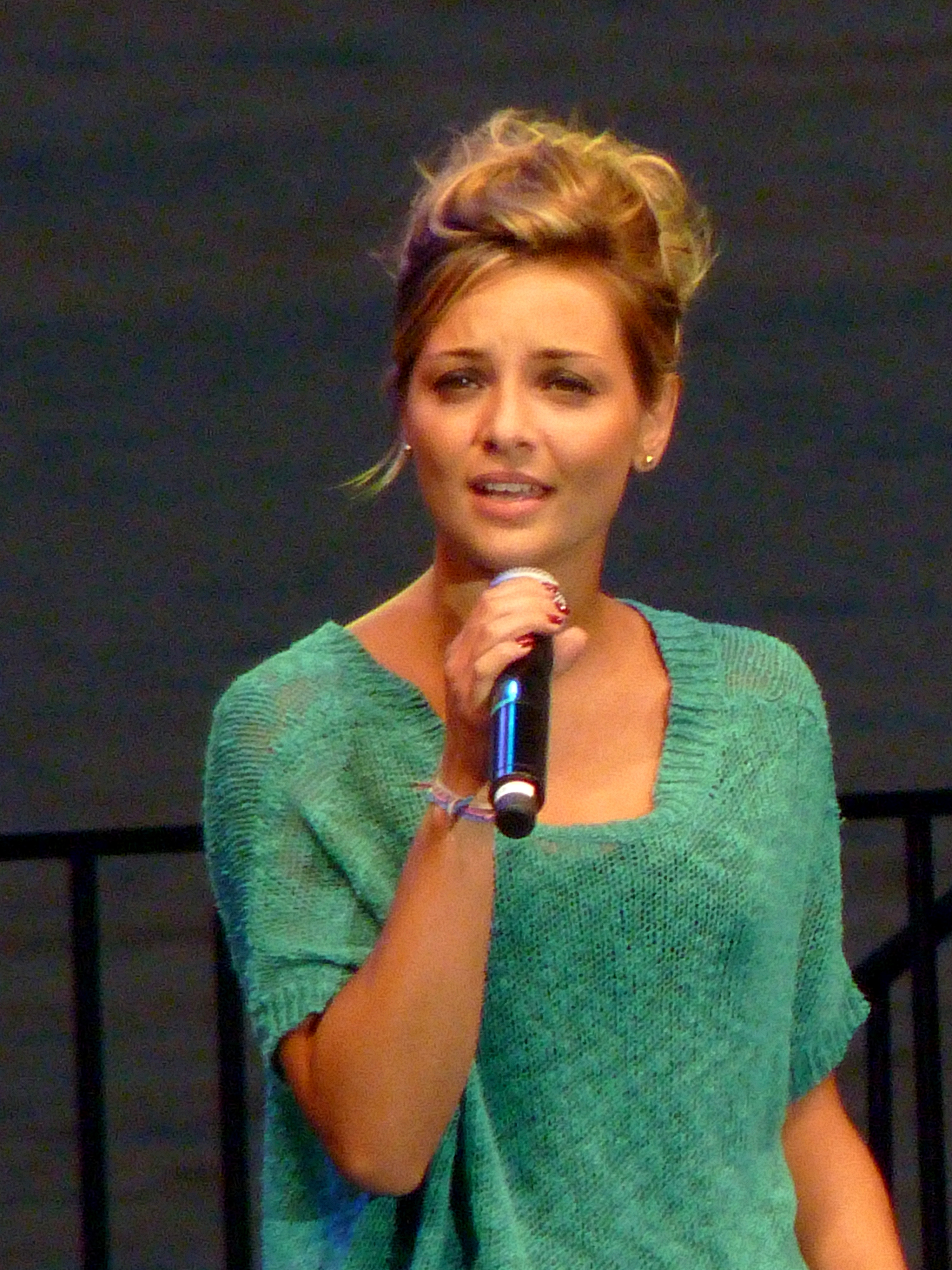
Préscillia Cynthia Samantha Betti

Priscilla Betti, cujo nome de batismo é Préscillia Cynthia Samantha Betti, é uma cantora e atriz francesa nascida em 2 de Agosto de 1989 em La Trinité, perto de Nice, na França.
Aos 11 anos, quando aparece no programa Drôles de petits champions, é chamada pelo produtor Patrick Debort (MGM) e grava seu primeiro disco, Cette Vie Nouvelle, pela BMG.
Após ter concluído o Ensino Fundamental, em 2005 decide não ingressar no Ensino Médio, preferindo os cursos por correspondência, que abandona depois de dois anos para melhor poder se concentrar na carreira de artista. Aproveita para romper com seu produtor, Patrick Debort.
Aos 18 anos, em 10 de dezembro de 2007, lança seu quinto álbum, intitulado Casse Comme Du Verre.

## Discografia

### Singles
- 2001
  - Quand je serais jeune

- 2002 :
  - Cette vie nouvelle
  - Bla bla bla

- 2003 :
  - Regarde moi (teste moi, déteste moi)
  - Tchouk Tchouk Music

- 2004 :
  - Toujours pas d'amour
  - Toi c'est moi
  - Jalousie

- 2005 :
  - Bric à brac
  - Je danse donc je suis
  - Entre les deux (je balance)! (Single Happy Meal)

- 2006 :
  - Mission Kim Possible (adaptação de Kim Possible)

- 2007 :
  - Je Danse Donc Je Suis
  - Chante

### Álbuns

#### 2002:Cette Vie Nouvelle
- Bla bla bla
- Cette vie nouvelle
- Plus
- Qui que tu sois
- Tout arrive
- C'est vrai
- Quand je serai jeune (Disco de ouro)
- Belle autrement
- Fou d'elle
- Votre fille

#### 2002:Priscilla
- Celle qui bat des ailes
- Coccinelle
- Tchouk tchouk musik
- Petit Navire
- Regarde-moi (Teste-moi, Déteste-moi), (Disco de ouro)
- À quelle heure
- Prissou
- Isadora
- Non Stop
- Lettre

#### 2004:Une Fille Comme Moi
- Toujours pas d'amour
- Toi c'est moi
- Banquise
- Juste pour savoir
- Une fille comme moi
- Loin de ma famille
- Où est le problème
- Jalousie
- Quand le ciel
- Un jour sur deux
- Toujours pas d'amour (remix)

#### 2005:Bric à Brac
- Bric à brac
- Je danse donc je suis
- Ce soir j'ai choisi...
- Tout est à refaire
- Fuir
- Tout nouveau tout beau
- Te rendre doux
- Si tout est fini
- L'amour et moi
- Loin d'ici
- Bric à brac (remix)

#### 2007:Casse Comme Du Verre
- Je te dis stop
- Chante
- Casse comme du verre
- The winner is...
- A ta cheville
- Tu me donnes
- Prete à me battre
- Ma place au soleil
- Ma peur
- L'homme que j'aime
- Un ami
- Je vais m'en sortir

## Filmografia
- 1999 : Dublou a voz do personagem Annie de uma animação para televisão com o mesmo nome, e cantou o tema principal.

- 2004 : Albert est méchant, comédia do cinema francês, de Hervé Palud, com Priscilla, Christian Clavier, Michel Serrault e Arielle Dombasle.

- 2007 : Priscilla atuou entre setembro e dezembro de 2007 numa série intitulada "Chante". A mesma foi difundida pelo canal France 2 às quartas e sábados, e se tornará diária nas férias escolares a partir de fevereiro de 2008.